# العلاقات الغابونية الكونغوية
العلاقات الغابونية الكونغولية هي العلاقات الثنائية التي تجمع بين الغابون وجمهورية الكونغو.

## مقارنة بين البلدين
هذه مقارنة عامة ومرجعية للدولتين:
| وجه المقارنة                                              | الغابون                        | [[تصنيف:صفحات تستخدم رمز علم غير موجود\|]] جمهورية الكونغو |
| --------------------------------------------------------- | ------------------------------ | ---------------------------------------------------------- |
| المساحة (كم2)                                             | 267.67 ألف                     | 342.00 ألف                                                 |
| عدد السكان (نسمة)                                         | 2.03 مليون                     | 5.26 مليون                                                 |
| الكثافة السكانية (ن./كم²)                                 | 7.58                           | 15.38                                                      |
| العاصمة                                                   | ليبرفيل                        | برازافيل                                                   |
| اللغة الرسمية                                             | لغة فرنسية                     | لغة فرنسية                                                 |
| العملة                                                    | فرنك وسط أفريقي                | فرنك وسط أفريقي                                            |
| الناتج المحلي الإجمالي (بليون دولار)                      | 14.62 مليار                    | 8.72 مليار                                                 |
| الناتج المحلي الإجمالي (تعادل القوة الشرائية) بليون دولار | 34.65 مليار                    | 29.48 مليار                                                |
| الناتج المحلي الإجمالي الاسمي للفرد دولار أمريكي          | 8.27 ألف                       | 1.85 ألف                                                   |
| الناتج المحلي الإجمالي للفرد دولار أمريكي                 | 19.43 ألف                      |                                                            |
| مؤشر التنمية البشرية                                      | 0.684                          | 0.591                                                      |
| رمز المكالمات الدولي                                      | +241                           | +242                                                       |
| رمز الإنترنت                                              | .ga                            | .cg                                                        |
| المنطقة الزمنية                                           | ت ع م+01:00، توقيت غرب أفريقيا | ت ع م+01:00                                                |

## منظمات دولية مشتركة
يشترك البلدان في عضوية مجموعة من المنظمات الدولية، منها:
| علم المنظمة | اسم المنظمة                                 | تاريخ انضمام الغابون | تاريخ انضمام جمهورية الكونغو |
| ----------- | ------------------------------------------- | -------------------- | ---------------------------- |
|             | منظمة التجارة العالمية                      | ?                    | ?                            |
|             | الاتحاد الأفريقي                            | ?                    | ?                            |
|             | مجموعة دول أفريقيا والكاريبي والمحيط الهادئ | ?                    | ?                            |
|             | يونسكو                                      | 16 نوفمبر 1960       | 24 أكتوبر 1960               |
|             | الفريق المعني برصد الأرض                    | ?                    | ?                            |
|             | مؤسسة التمويل الدولية                       | 20 أكتوبر 1970       | 1 أكتوبر 1980                |
|             | المركز الدولي لتسوية المنازعات الاستشارية   | 14 أكتوبر 1966       | 14 أكتوبر 1966               |
|             | أحدى                                        | ?                    | ?                            |
|             | البنك المركزي لدول وسط أفريقيا              | ?                    | ?                            |
|             | منظمة حظر الأسلحة الكيميائية                | ?                    | ?                            |
|             | مؤسسة التنمية الدولية                       | 4 نوفمبر 1963        | 8 نوفمبر 1963                |
|             | وكالة ضمان الاستثمار متعدد الأطراف          | 26 مارس 2003         | 16 أكتوبر 1991               |
|             | منظمة الشرطة الجنائية الدولية               | ?                    | ?                            |
|             | الأمم المتحدة                               | 20 سبتمبر 1960       | 20 سبتمبر 1960               |
|             | البنك الدولي للإنشاء والتعمير               | 10 سبتمبر 1963       | 10 يوليو 1963                |
|             | أفريستات ‏                                   | 21 سبتمبر 1993       | 21 سبتمبر 1993               |
|             | البنك الإفريقي للتنمية                      | ?                    | ?                            |
|             | Gulf of Guinea Commission ‏                  | ?                    | ?                            |